# Lost Odyssey
Lost Odyssey (яп. ロストオデッセイ Росуто одэссэй, «Потерянная одиссея») — японская ролевая игра, разработанная студией Mistwalker и feelplus, которая была издана Microsoft Game Studios эксклюзивно для Xbox 360. Игрок управляет персонажем по имени Каим, человеком, который живёт уже тысячу лет и ничего не помнит о своём прошлом. Игра начинается в мире, в котором близится «магическая промышленная революция». Каим борется с возвращением своей памяти, и болью, которая она приносит.
Lost Odyssey была создана Хиронобу Сакагути, создателем знаменитой серии Final Fantasy. Это третий проект Сакагути вне Square Enix, после ASH: Archaic Sealed Heat и Blue Dragon.

## Игровой процесс
Lost Odyssey имеет традиционную пошаговую систему боя, которую можно встретить в большинстве Японских ролевых играх, похожая система боя была в ранних Final Fantasy. Карта мира позволяет игроку передвигаться партией между соседними городами или объектами на карте, позже игрок получит ещё большую свободу передвижения с помощью корабля. Деревни и города обеспечены гостиницами, в них игрок может восполнить партийное здоровье, магазинами, в которых можно продавать и покупать снаряжение, и чекпойнтами, для сохранения игры. Во время обследования территории, игрок может подвергаться нападением монстров происходящим в стиле случайной встречи.
Система боя включает в себя аспекты боевой тактики и скорости реагирования, это и определяет как события будут разворачиваться после каждого хода. Предметы используются мгновенно и не вызывают откладывания хода, то есть обычные рукопашные атаки могут выполняться в тот же ход, в то время как заклинания и использование специальных возможностей может задержать персонажа на один и более ход, в зависимости от его скорости. Ход может отложиться, если персонаж подвергся вражеской атаке. Также игрок может пропустить ход персонажа специально, если требуется.
Рукопашные атаки включают «Систему колечных прицеливаний», которую можно использовать экипировав кольца. Как только персонаж начинает атаку, два кольца появляются на экране. Игрок должен вовремя нажать на кнопку во время скрещивания колец, от того насколько точно была нажата кнопка зависит ранг точности. Ранг точности («Отлично», «Хорошо» или «Плохо») отражает силу удара. Это также включает дополнительные повреждения по определенным типам монстров или их магическим элементам, увеличение поглощения маны или ХП, увеличивает шанс наложения статусных заболеваний, или кражи предметов. Даже, если вам присудили «Отлично», то персонаж вполне может промахнуться во время атаки. Кольца могут создаваться путём синтеза «компонентов», а также модернизироваться в более точные или более сильные; мощные кольца могут создаваться путём комбинирования одного двух и более колец у специального продавца.
В бою, оба и партия игрока и враги делятся на две линии, переднюю и заднюю. До пяти членов партии могут одновременно участвовать в бою. В начале боя, задняя линия защищена специальной защитной «стеной», которая базируется на сумме HP персонажей задней линии. Эта стена уменьшает повреждения, которые наносятся персонажам задней линии. Однако, по мере того как персонажи задней линии получают повреждения стена постепенно слабеет, и может восстанавливаться только с помощью специальных заклинаний или умений. Когда стена полностью разрушится, задняя линия будет получать полный урон. Эта механика также применяется и к персонажам вражеской группы.
Существует два типа персонажей, которыми может управлять игрок. «Смертные» получают умения при повышении уровня, а также надевая определенные предметы, и «Бессмертные» первоначально не имеют никаких умений, но вместо этого могут получать их «соединяясь» со смертными персонажами, для того чтобы полностью изучить умение нужно заработать определённое количество очков умений во время боя. Бессмертные также могут изучать умения от экипированных предметов, подобная система была в Final Fantasy IX. Как только умение было выучено, игрок может установить его в ограниченные по количеству слоты умений, вначале количество слотов равно трём, но их количество может быть увеличено с помощью предмета «Семя слотов» или определенных умений. «Бессмертные» также имеют возможность автоматически воскрешаться во время битвы, однако, если вся партия включая бессмертного умрет, то игра окончится.
Магия в игре делится на четыре класса: «Чёрная», состоит в основном из элементальных ударов и негативных статусных эффектов; «Белая» применяется в основном для лечения и защиты, «Духовная магия» применяется для изменения характеристик персонажа, наложения статусных заболеваний и применения не элементальной магии, и Составная, которая может комбинировать два обычных заклинания в одно способное наносить повреждения сразу по нескольким целям, или совмещающая различные функции. Для того, чтобы исполнить заклинание, игрок вначале должен найти его в книге заклинаний, затем выбрать персонажа, который имеет соответствующие магические умения, а также подходящий уровень для этого заклинания.
Игра доступна на Японским, Английском, Китайском, Немецком, Французском, и Итальянском языках. Перевод выполнялся с Северо-Американской версии игры, из-за этого субтитры появляющиеся на английском языке порой не совпадают с произносимыми словами.

## Сюжет

### Вселенная
События Lost Odyssey разворачивается в мире в котором происходит «Магическо-Промышленная Революция». Магическая энергия всегда содержалась в живых существах, но её мощь сильно возросла за 30 лет до начала событий игры. Это сильно повлияло на общество благодаря созданию устройства «Магический Двигатель», с помощью которого появилась возможность использовать магическую силу для освещения, автомобилей, связи, роботов, а также для других целей. Если раньше только избранные могли использовать магию, то сейчас очень многие получили эту возможность. Этот прогресс также вызвал желание у двух наций: королевства Гохтза, и Республики Ухра, недавно изменённого монархического общества; разработать новые и более мощные оружия массового поражения. Ухра строят Великий Посох, гигантский магический двигатель, в то время как высоко индустриализированные Гохтза активно изучают магию внутри себя. Третья нация, Свободные океанские штаты Нумары, остается изолированной и нейтральной, но в ней начинается беспорядок из-за попыток совершения Путча Ухра воюет с Кхентами, нацией звере-людей, они посылают свои силы в горы Уол для окончательной битвы, где и начинается игра.

## Разработка
Историю Lost Odyssey «Тысячи лет Снов» написал знаменитый японский писатель рассказов, Киёси Сигэмацу, который работал напрямую с игровым продюсером Хиронобу Сакагути над предысторией Каима, в то время как сам Сагакути написал основную историю игры.
Воспоминания были переведены на английский Джэем Рабином, уважаемым Гарвардским профессором который также переводил работы Харуки Мураками. Рубин первоначально возражал против того, что он воспринимал как «добавление к миру бессмысленного насилия», но он смягчился после того как просмотрел весь материал и был «шокирован» его пацифистским настроем, и «образностью».
Японский Мангака Такэхико Иноэ возглавил команду художником, в то время как знаменитый игровой композитор Нобуо Уэмацу был нанят для создания саундтрека. Mistwalker разрабатывали игру совместно с Feelplus, дочерняя компания Microsoft, которая была создана специально для того, чтобы помогать Mistwalker.
Feelplus была создана из примерно 40 бывших членов Nautilus/Sacnoth, участвовавших в создании серии ролевых игр Shadow Hearts.
Бывшие члены Square, которые работали в Microsoft были также задействованы.
Директор Feelplus, Рэй Накадзато, высоко оценил работу Сигэмацу за «действительно хорошее» повествование и персонажей, а производственный персонал за создание высококачественного содержание без каких-либо задержек. Игровой дизайн прогрессировал плавно из-за экспериментирования команды разработчиков с жанром. Однако, они также признали, что некоторые вещи можно было сделать лучше во время разработки. Вначале разработки велись одной большой командой но потом решено было разделить её на 3 отдельных команды, которые создавали битвы, игровой процесс, и внутриигровое видео но перед ними часто вставали различные проблемы во время объединения их работ, это заставило рассмотреть «бесшовную» модель разработки для последующих проектов. Элементы окружения второго плана высоко детализировались, в результате траты денег и времени, концептуальным рисунками уделялся тот же уровень внимания. Шаблонные захваты движения были использованы в некоторых внутриигровых видео, в то время как в других использовалась хореографические захваты из-за этого в некоторых видео получились «несостыковки» качества.
Это была первая ролевая игра разработанная с использованием движка Unreal Engine 3.0, что позволило начать разработку даже до выпуска Xbox 360, но из-за препятствующих Японским разработчиком нестабильности движка и сложности чтения мануалов, в игре осталось несколько нерешённых технических проблем таких как долгие загрузки.
Демоверсия игры была показана на Tokyo Game Show 2006, и была доступна с Ноябрьским номером Famitsu.
11 июля 2007 года Английский трейлер Lost Odyssey был показан на E3 2007.
Следуя Питер Муру и пресс конференции Microsoft на E3 Lost Odyssey поступил в продажу по всему миру во время зимних праздников 2007 года, хотя в США и Европе он был выпущен только в Феврале 2008.
19 ноября 2007 года на специальном концерте, посвященном Blue Dragon и Lost Odyssey, который состоялся в Сибуе в городе Токио, было объявлено что игра уже почти готова и выйдет в Японии 6 декабря 2007 года. На специальном собрании блогеров для прохождения демоверсии игры, было подтверждено, что в японской версии игры можно будет переключаться между английским и японским языками.
От покупателей возникло несколько жалоб по поводу поставок игры, поскольку игра не помещалась на стандартный DVD диск, а требовала 4 дисков. В Японии и Австралии, игра поставлялась коробкой увеличенного размера с двухдисковыми поддонами для хранения дисков. В Соединенных штатах и на PAL территории первые три диска с игрой крепились на одиночной трёхдисковой оси внутри коробки с игрой, а четвёртый диск был упакован в бумажный конверт снаружи. Это вызвало недовольство из-за возможного царапания диска и последующей его порчи.

### Загружаемый контент
25 апреля 2008 года первое Американское дополнение для Lost Odyssey было выпущено для тех, кто сделал предварительный заказ игры в Америке, хотя оно также было доступно для бесплатного скачивания в Японии. Набор позволял игроку выучить новое умение «Weapon Guard 2» и содержал новый сон, названый «Samii the Storyteller» (Рассказчик Самий).
Затем вышло дополнение «Triple Bonus Pack» содержащее, новый сон, названый «An Old Soldier’s legacy»(Наследство старого солдата), и кольцо «Killer Machine». Ещё одна добавленная возможность — лампа памяти, которая позволяет просмотреть все ранее увиденые в игре внутриигровые видео. Лампа расположена в Наутилусе и доступна только на 4 диске.
25 мая 2008 года вышло ещё одно дополнения названое «Dungeon Pack: Seeker of the Deep!» оно доступно в Xbox Live Marketplace за 400 Microsoft Points. Оно включает новое подземелье «Experimental Staff Remains», которое может быть достигнуто только на Наутилусе на четвёртом диске. Оно содержит уникальные предметы и монстров, которые могут быть найдены только в этом новом подземелье. Также оно добавляет ещё 6 достижений на сумму в 100 Игровых очков.

## Звук
Саундтрек окрестрировался Нобуо Уэмацу. Вокальный трек «Kaette Kuru, Kitto…» был спет Японской поп группой FLIP FLAP, вокальные треки «What You Are» и «Eclipse of Time» спеты Шиной Истон. Арфовая версия «Eclipse of Time» была сделана Хироюки Накаямой, а «Kaette Kuru, Kitto…» исполнена на пианино Сатоси Хэмми. Хироюки Накаями и Сатоси Хэмми также вместе записали гитарную версию «What You Are».
| №                   | Название                                | Длительность |
| ------------------- | --------------------------------------- | ------------ |
| 1.                  | «Prologue»                              | 2:19         |
| 2.                  | «Battlefield»                           | 3:02         |
| 3.                  | «The Gun Barrel of Battle»              | 1:52         |
| 4.                  | «Finishing Blow»                        | 0:23         |
| 5.                  | «An Immortal Life»                      | 0:48         |
| 6.                  | «Wohl Highlands»                        | 1:46         |
| 7.                  | «Battle Conditions»                     | 2:07         |
| 8.                  | «Victory»                               | 0:52         |
| 9.                  | «The Capital of Uhra»                   | 2:00         |
| 10.                 | «Never-ending Journey»                  | 2:45         |
| 11.                 | «Epsylon Range»                         | 2:24         |
| 12.                 | «A Sad Tolten»                          | 2:32         |
| 13.                 | «Gangara's Plot»                        | 2:33         |
| 14.                 | «An Enemy Appears!»                     | 1:41         |
| 15.                 | «World of Ice»                          | 4:08         |
| 16.                 | «March of War»                          | 1:55         |
| 17.                 | «Crisis & Warning»                      | 2:34         |
| 18.                 | «The White Mother Ship»                 | 3:23         |
| 19.                 | «Eclipse of Time (Harp Version)»        | 3:48         |
| 20.                 | «Numara Palace»                         | 2:57         |
| 21.                 | «The Capital of Numara»                 | 2:57         |
| 22.                 | «A Tiny Memory»                         | 1:48         |
| 23.                 | «Kelelon Forest»                        | 1:57         |
| 24.                 | «A Formidable Enemy Appears!»           | 3:00         |
| 25.                 | «Parting Forever»                       | 2:16         |
| 26.                 | «Kaette Kuru, Kitto... (Piano Version)» | 3:55         |
| 27.                 | «Flashback»                             | 1:02         |
| 28.                 | «Invasion»                              | 2:17         |
| 29.                 | «A Sign of Hope»                        | 2:35         |
| 30.                 | «Theme of the Pirates»                  | 2:05         |
| 31.                 | «Yosolo»                                | 2:17         |
| 32.                 | «Tosca Village»                         | 2:22         |
| 33.                 | «The Witch's Mansion»                   | 2:25         |
| Общая длительность: | Общая длительность:                     | 1:16:42      |

| №                   | Название                                | Длительность |
| ------------------- | --------------------------------------- | ------------ |
| 1.                  | «Kaette Kuru, Kitto... (Vocal Version)» | 6:33         |
| 2.                  | «The Mystery of the Demon Machine»      | 2:01         |
| 3.                  | «Escape!»                               | 2:12         |
| 4.                  | «Saman, Town of Merchants»              | 2:15         |
| 5.                  | «The Capital of Gohtza»                 | 2:02         |
| 6.                  | «Demonic Infringement»                  | 2:16         |
| 7.                  | «The Demon Possessed Man»               | 2:27         |
| 8.                  | «Determination»                         | 2:10         |
| 9.                  | «Blizzard Plains»                       | 2:03         |
| 10.                 | «What You Are (Guitar Version)»         | 3:02         |
| 11.                 | «Battle with the Demonic Beast»         | 2:31         |
| 12.                 | «The Wanderer of Darkness»              | 3:05         |
| 13.                 | «Great Ruins of the East»               | 2:19         |
| 14.                 | «Dark Saint»                            | 2:55         |
| 15.                 | «The Great Voyage»                      | 2:59         |
| 16.                 | «Narrow Dimension»                      | 1:24         |
| 17.                 | «Space Distortion»                      | 2:02         |
| 18.                 | «Howl of the Departed»                  | 4:56         |
| 19.                 | «Seth's Theme»                          | 2:56         |
| 20.                 | «Light of Blessing ~ A Letter»          | 5:19         |
| 21.                 | «What You Are (Vocal Version)»          | 5:28         |
| 22.                 | «Main Theme»                            | 4:08         |
| 23.                 | «Eclipse of Time (Vocal Version)»       | 7:11         |
| Общая длительность: | Общая длительность:                     | 1:14:10      |

### Озвучивание
Непонятно какую версию игры стоит считать оригинальной. Игра была разработана в Японии, история и диалоги изначально были написаны на японском, и к тому же она была выпущена сначала в Японии, тем не менее, вся оптимизация наложения звука при открытии рта использовала английскую версию как основную. Однако, несмотря на это, именно японские актёры производящие озвучивание появляются первыми в финальных титрах.
| Персонажи      | Японское озвучивание | Английское озвучивание |
| -------------- | -------------------- | ---------------------- |
| Kaim Argonar   | Эцуси Тоёкава        | Кит Фергюсон           |
| Seth Balmore   | Сэйка Кудзэ          | Тара Стронг            |
| Sarah Sisulart | Такако Уэхара        | Ким Мэй Гест           |
| Ming Numara    | Каору Окунуки        | Салли Саффиоти         |
| Jansen Friedh  | Косукэ Тоёхара       | Майкл Макгахарн        |
| Cooke          | YUKO (FLIP-FLAP)     | Кэт Сьюси              |
| Mack           | AIKO (FLIP-FLAP)     | Ника Футтерман         |
| Tolten         | Рё Хорикава          | Чад Браннон            |
| Sed            | Ёсуки Акимото        | Майкл Белл             |
| Gongora        | Харухико Дзё         | Джесси Корти           |
| Kakanas        | Кодзи Исии           | Дэвид Лодж             |
| King Gohtza    | Тикао Оцука          | Питер Ренедэй          |
| Lirum          | Суми Симамото        | Шелли Каллахан         |
| Roxian         | Mugihito             | Ричард Грин            |
| Maia           | Нацуми Сакума        | Милоди Спивак          |
| Рассказчик     |                      | Майкл Гоф              |

## Оценки
| Сводный рейтинг       | Сводный рейтинг |
| Агрегатор             | Оценка          |
| --------------------- | --------------- |
| GameRankings          | 79,72 %         |
| Metacritic            | 78 out of 100   |
| Иноязычные издания    |                 |
| Издание               | Оценка          |
| 1UP.com               | B+              |
| Edge                  | 7 out of 10     |
| Famitsu               | 36 out of 40    |
| Game Informer         | 8,5 out of 10   |
| GameSpot              | 7,5 out of 10   |
| GameSpy               | 2,5 out of 5    |
| GameTrailers          | 8,8 out of 10   |
| IGN                   | 8,2 out of 10   |
| OXM                   | 7,5 out of 10   |
| X-Play                | 3 out of 5      |
| Русскоязычные издания |                 |
| Издание               | Оценка          |
| PlayGround.ru         | 8,0/10          |
| «Страна игр»          | 9,0/10          |

### Обзоры
Famitsu присудило игре 36/40, все четыре критика поставили девятки. Это на один балл меньше, чем было присуждено дебютной ролевой игре от Mistwalker Blue Dragon. Как и в случае с Blue Dragon, оценки Lost Odyssey несколько неоднозначны, хотя в западной прессе она обычно получает больше баллов, чем Blue Dragon.
Вопрос часто поднимаемый к Lost Odyssey это его сознательно сделанная олд-скульная игровая механика, отличающаяся от традиционной боевой системы, которую некоторые критики находили скучной, также как и использованные в игре случайные схватки, которые впоследствии были сочтены вопросами об их долгой загрузке. Xbox Focus поставил игре 4/5, назвав историю в игр глубокой и продуманой, но поднял вопрос об неудобном контроле камеры и странном внешнем виде персонажей. Однако, в отличие от других критиков, критик Xbox Focus Алекс Юсупов посчитал бои и случайные схватки интересными, высказавшись «лучше улучшать и совершенствовать технику чем вводить полностью новые идеи которые могут полностью испортить целую игру.» RPGFan заявили, что история и игровой процесс «скучные и неестественные», но что сцены воспоминаний, написанные Киёси Сигэмацу являются «наиболее богатыми, и наиболее эмоциональными повествованиями которые можно было встретить в ролевых играх до сегодняшнего времени».
Критики разделились на тех кто как GameSpy, называет сюжет и персонажей «бестыдно сделанными». Журнал GamePro соглашается, считая главную историю не очень убедительной, хотя они отмечают, что много мест в сюжете имеют высокую эмоциональную нагрузку. С другой стороны, Журнал Game Informer считает историю игры «одной из самых совершенных историй когда-либо вышедших на Xbox 360», и восхваляет «крутую боевую систему». GameSpot отмечает в Lost Odyssey «очаровательное озвучивание» и проработку персонажей, и также называет боевую систему «сильной» GameTrailers заявляет, «что Lost Odyssey отделяет от глубокой и сложной историей только то, что эмоциональные центры находятся в их персонажах». IGN считает, что система боя построенная на кольцах, бессмертных и системе умений добавлят свежие чувства, при прохождение игры в отличие от традиционной системы боя, и 1UP.com отмечает аспект «нажимания на клавишу во время», говоря что «это гораздо более интересно чем вы думаете».
Несмотря на то что мнения критиков разделились относительно разных аспектов игры, игровая графика и высокая стоимость продукции получило признание, хотя время загрузки и частота кадров оставляет желать лучшего. Однако, как выяснилось, копия, которую получили некоторые рецензенты, имело большую длительность загрузки, чем розничная версия. GameSpot поправило их ревью 19 Февраля 2008 года, отразив это, но не изменило финальных оценок.

### Продажи
Как сообщается, в первый день поставок в Японии было продано 40,000 копий игры Lost Odyssey, это составило около 50 % поставки. По состоянию на 17 Февраля 2008 года, было продано 104,417 копий в Японии, следуя подсчету игрового журнала Famitsu Игра гораздо лучше продавалась на западе; следуя подсчету NPD Lost Odyssey занимала #7, продав 203,000 копий в первый месяц продаж в Феврале в Северной Америке. По состоянию на Январь 2009 в Соединенных Штатах было продано 348,000 копий игры по данным NPD.

## Роман
21 Ноября 2007 года книжка с рассказами про Каима была выпущена в Японии под названием He Who Journeys Eternity: Lost Odyssey: A Thousand Years of Dreams (яп. 永遠を旅する者 ロストオデッセイ 千年の夢 Това о табисуру моно Росуто одэссэй сэннэн но юмэ, "Тот кто путешествует вечно: Потерянная одиссея: Тысячи лет снов"). Она была написана Киёси Сигэмацу и включала 31 из 33 историй которые можно было найти в самой игре.